# Доминьонская астрофизическая обсерватория
Доминьонская астрофизическая обсерватория — астрономическая обсерватория, располагающаяся в городе Виктория (Британская Колумбия), Канада. Строительство обсерватории было закончено 6 мая 1918 года.

## История
Строительство обсерватории было предложено в 1910 году канадским астрономом Д. С. Пласкеттом. В основу обсерватории лёг второй по величине в мире на момент создания телескоп, апертура которого составляет 72 дюйма (1,8 метра).
В 1962 году в обсерватории появился второй телескоп — диаметром 48 дюймов (1,2 метра).

## Известные сотрудники
- Билз, Карлайл
- Маккеллар, Эндрю
- Петри, Роберт Метвен
- Пласкетт, Джон Стэнли
- Пласкетт, Хэрри Хемли
- Редмен, Родерик Оливер